# Кримска платформа
Кримска платформа (англ. Crimea Platform, крим. Qırım platforması) - је међународни формат за консултације и координације акција међународних партнера Украјине у циљу супротстављања последицама и претњама привремене окупације Крима од стране Руске Федерације и, на крају, враћања полуострва под контролу Украјине. Министарство спољних послова је прошле године на иницијативу председника Украјине Володимира Зеленског разрадило концепт Кримске платформе и почело да консолидује глобалну подршку овој иницијативи и да позива партнере да учествују на њеном конститутивном Самиту и даљем раду. Кримска платформа ће ујединити све постојеће националне и међународне напоре за деокупацију украјинског полуострва. Кримска платформа остаје отворена за приступање. То значи да позивамо све земље да учествују у њеном  раду и усредсреде се на оне аспекте који су приоритет у њиховој спољној политици: заштита људских права, слобода пловидбе, међународно право и међународно хуманитарно право, заштита животне средине, као и културних, образовних, верских права људи. Врата Платформе су отворена за све земље.

## Делатност Кримске платформе
Делатност Кримске платформе реализоваће се у пет приоритетних области:
1.      консолидација међународне политике непризнавања промене статуса Крима;
2.     ефикасност санкција, њихово јачање и блокирање путева за њихово избегавање;
3.     заштита људских права и међународног хуманитарног права;
4.     обезбеђивање безбедности у Азовско-црноморском региону и шире, заштита принципа слободе пловидбе;
5.     превазилажење еколошких и економских последица окупације.

## Конститутивни самит и Заједничка декларација учесника Међународне кримске платформе
Конститутивни самит Кримске платформе одржан је 23. августа у Кијиву. То је први догађај Платформе на највишем политичком нивоу на коме је званично започета њену делатност. На Самиту су се обратили председник Украјине, председавајући Врховне раде, премијер, лидер кримско-татарског народа, шефови страних делегација и представник експертске мреже Кримске платформе. На Самиту је учествовало 46 земаља и међународних организација.
Током самита одржане су четири панел дискусије на следеће теме:
1.      Политика непризнавања и санкција
2.     Безбедоносни изазови
3.     Заштита људских права на привремено окупираном Криму
4.     Обнова права кримско-татарског народа.
Делатност Кримске платформе се не завршава, она ће тек почети након Самита. Паралелно ће се одвијати на неколико нивоа:
1.      Међувладином
2.     Парламентарном
3.     Експертском
Организација Самита и процес израде његове Заједничке декларације показали су две важне ствари.
Прво: већ смо успели да формирамо језгро међународне коалиције за ослобађање Крима, чији број стално расте.
Друго: успели смо да развијемо заједничко разумевање међу нашим најважнијим партнерима да ће одуговлачење у одговору на окупацију Крима, масовна кршења људских права, међународног хуманитарног и поморског права и други злочини повезани са окупацијом заправо дати Русији и другим ауторитарним режимима карт бланш за даљи напад на правила демократског света
●       Упркос свим покушајима Русије да стане на пут нашим напорима, Самит је показао широку подршку Украјини од стране међународне заједнице
●       Заједничка декларација учесника Међународне кримске платформе није само формално покретање Платформе. Она је такође потврдила непроменљивост формуле „Крим је Украјина“, осудила злочине Руске Федерације на Криму и околини, изложила параметре међународне политике декупације украјинског полуострва.

## Противљење Кримској платформи од стране Русије
Познато нам је да је Русија уцењивала и претила земљама, захтевајући да не учествују у Платформи и да наставља да улаже напоре да дискредитује иницијативу. У том контексту, учешће на Кримској платформи је тест са ким се ова или она држава бави питањем окупираног Крима, да ли са Русијом и агресијом или са Украјином и међународним правом.

## Парламентарна димензија Кримске платформе и експертска мрежа
●       Групе за подршку Кримској платформи коју је основала Врховна рада Украјине у сарадњи са Парламентарном скупштином НАТО у парламентима Летоније и Литваније
●       У Кијеву је 6. августа 2021. године одржан конститутивни форум експертске мреже Кримске платформе.
●       Више од 200 украјинских и страних независних стручњака и научника из 33 земље већ јој се придружило.
●       Мрежа ће пружати континуирано праћење и темељну анализу ситуације на окупираном Кримском полуострву и у региону Црног и Азовског мора, развијаће предметне идеје и предлоге о приоритетним областима делатности Кримске платформе и пружаће стручне савете о националној и међународној политици деокупације Крима.
Важно: у енглеској верзији користимо назив „Crimea Platform“ (не “Crimean Platform”), хештег #CrimeaPlatform

## Особеност Кримске платформе
Велики међународни самити су посебни догађаји, узимајући у обзир политичке, заговарачке, логистичке, институционалне и финансијске компоненте њихове организације. Самит Кримске платформе је потпуно уникатан међународни догађај с обзиром на високе квантитативне и квалитативне резултате постигнуте захваљујући људским, институционалним и финансијским ресурсима који су у њега уложени.
Као прво, Кримска платформа надмашила је резултате свих претходних међународних догађаја у Украјини по броју представљених делегација на високом нивоу на њеном Самиту.
На језику сувих бројки: Самиту Кримске платформе присуствовало је 46 званичних делегација, од којих су 14 предводили шефови држава и влада, две – шефови парламената, више од десет је било на нивоу министара и чланова влада, а четири су предводили шефови међународних организација.
Поређења ради:
-   На Лавовском састанку држава Централне Европе 1999. године учествовало је осам шефова држава;
-   У Чернобиљској конференцији 2011. године учешће је узело 5 председника, 3 премијера, 2 генерална секретара међународних организација;
-  На 20. састанку Савета министара ОЕБС, одржаном у Кијиву у децембру 2013. године, учествовало је 57 делегација држава учесница, али је само њих 40 било представљено на министарском нивоу, а остатак на нивоу заменика министара или других овлашћених представника влада.
Као друго, особеност Кримске платформе лежи у иновативној архитектури овог координационо-консултативног формата, односно у  његова три нивоа - међувладином, међупарламентарном и експертском.
Захваљујући овој посебној структури, сваки од нивоа Кримске платформе може се међусобно појачавати и допуњавати. Ово је први међународни формат у историји Украјине, који поред напора дипломата укључује и кључне компоненте парламентарне и експертске дипломатије.
Ниједан други координационо-консултативни формат није успео да уједини толико парламената света и украјинских и страних стручњака као Кримска платформа. Њена експертска мрежа већ је окупила више од 200 аналитичара, стручњака и научника из 33 земље, а овај број ће наставити да расте. Поређења ради - само 42 невладине организације биле су акредитоване на заседању Савету министара ОЕБС.
Украјина је на Самиту Кримске платформе показала своје лидерство на регионалном нивоу као држава која покреће нестандардне механизме за решавање сукоба у ситуацији у којој алати традиционалне дипломатије не функционишу.
Самит Кримске платформе привукао је значајну пажњу украјинских и светских медија. За догађај је акредитовано 370 новинара, од којих је 170 страних.

## 5 чињеница о учесницима Кримске платформе
1.       46 држава и међународних организација учествовало је на конститутивном Самиту Кримске платформе 23. августа у Кијиву.
2.      Међу њима су:
-        3/4 држава Европског континента
-        ЕУ и НАТО као институције
-        7/7 држава Групе седам (G7)
-        27/27 држава ЕУ
-        30/30 држава НАТО
-        Лублински троугао (Украјина, Пољска, Литванија)
-        Придружени трио (Украјина, Грузија, Молдавија)
-        сви суседи Украјине (осим Белорусије и РФ)
-        4/7 континента
3.      Сви шефови делегација, без обзира на ниво, овлашћени су да званично приступе Кримској платформи и усвоје Декларацију.
4.      Декларација Кримске платформе остаје отворена за приступање након Самита, зато ће круг учесника Платформе наставити да расте.
5.      На Самиту је званично покренута делатност Кримске платформе на свим нивоима (међувладином, међупарламентарном и експертском) која ће постојати све док се полуострво не врати под контролу владе Украјине.
1. ↑  „Зеленський створив оргкомітет Саміту Кримської платформи”. Українська правда (на језику: украјински). Приступљено 2021-09-24.